# کریگویل (ماساچوست)
کریگویل (به انگلیسی: Craigville) یک روستا در ایالات متحده آمریکا است که در شهرستان برنستبل، ماساچوست واقع شده‌است.